# کوهفیدیش
کوهفیدیش (به آلمانی: Kohfidisch) یک منطقهٔ مسکونی در اتریش است که در ناحیه اوبروارت واقع شده‌است. کوهفیدیش ۱٬۴۴۹ نفر جمعیت دارد.